# هيرسي هوكينز
هيرسي هوكينز (بالإنجليزية: Hersey Hawkins)‏ مواليد 29 سبتمبر 1966 في شيكاغو، هو لاعب كرة سلة أمريكي سابق بدأ مسيرته الاحترافية في سنة 1988 ويحمل الرقم 3. يبلغ طوله 6 قدم 3 بوصة (1.9 م). اعتزل اللعب في 2001.

## الميداليات
| الميدالية | المسابقة                       |
| --------- | ------------------------------ |
| برونزية   | الألعاب الأولمبية الصيفية 1988 |

## روابط خارجية
- هيرسي هوكينز على موقع الاتحاد الدولي لكرة السلة (الإنجليزية)
- هيرسي هوكينز على موقع إن بي أي (الإنجليزية)
- هيرسي هوكينز على موقع سبورتس رفرنس (الإنجليزية)
- هيرسي هوكينز على موقع كرة السلة الأوروبية.كوم (الإنجليزية)
- هيرسي هوكينز على موقع كلية كرة السلة في سبورتس رفرنس.كوم (الإنجليزية)
- هيرسي هوكينز على موقع ريلجم (الإنجليزية)
- هيرسي هوكينز على موقع بروبوليرز (الإنجليزية)
- هيرسي هوكينز على موقع سبورتس رفرنس (الإنجليزية)
- هيرسي هوكينز على موقع أوليمبيديا (الإنجليزية)